# Tethysbaena stocki
Tethysbaena stocki är en kräftdjursart som beskrevs av H. P. Wagner 1994. Tethysbaena stocki ingår i släktet Tethysbaena och familjen Monodellidae. Inga underarter finns listade i Catalogue of Life.